# Гейнце, Николай Эдуардович
Никола́й Эдуа́рдович Ге́йнце (13 [25] июня 1852, Москва — 24 мая [6 июня] 1913, Киев, похоронен в Санкт-Петербурге) — русский писатель чешского происхождения. Также выступал как журналист, адвокат, военный корреспондент.

## Биография
Родился 13 (25) июня 1852 года в Москве. Отец — по национальности чех, учитель музыки, мать — костромская дворянка, урождённая Ерлыкова.
Гейнце окончил московский пансион Кудрякова, 5-ю московскую гимназию (1871), юридический факультет Московского университета (1875). После окончания университета стал адвокатом в Москве. Присяжный поверенный Гейнце провёл несколько крупных процессов, в числе которых было и громкое дело «червонных валетов», в котором защищал, кроме Башкировой и Панасевича, московского журналиста Топоркова, оправданного присяжными заседателями. В 1879—1884 годах служил в Министерстве юстиции, в 1885—1886 годах — товарищ прокурора Енисейской губернии.
Свою журналистскую деятельность начал в 1880 году в «Газете Гатцука», затем работал в «Московском листке», «Русской газете», журналах «Радуга» и «Женский труд».
В 1884 году Гейнце вышел в отставку, чтобы полностью отдаться литературной работе. За год жизни в Петербурге он успевает написать роман, объёмом более тысячи страниц — «В тине адвокатуры», выдержавшем три издания. В 1885—1886 годах роман был напечатан серийно в приложении к журналу «Луч». В романе «автор даёт нам большую, довольно разнообразную картину московской жизни 70-х годов. Представители всех слоёв московского общества того времени, начиная с большого барина, купца, адвоката, актёра, редактора мелкой прессы и оканчивая саврасом, кокоткой и различными проходимцами, большими и малыми, — все выведенные автором лица в этом романе проходят перед читателем словно живые, и автор таким образом знакомит читателя с жизнью Москвы 70-х годов почти протокольно».
Гейнце сотрудничал в газете «Сын отечества» и журнале «Звезда», печатал рассказы и статьи в «Петербургской газете» и «Петербургском листке».
В 1888—1898 годах — постоянный сотрудник, а затем (с 1896 года) — главный редактор газеты «Свет» В. В. Комарова. Его работоспособность потрясала современников, создавались легенды, что он имел штат литературных «негров», но скорее — всё это шло из одержимости писать. В газету присылались не выдуманные, созданные самой жизнью истории, в виде записок и дневников. Некоторые из них под пером Н. Гейнце становились романами и печатались тут же на страницах «Света». Так, основой популярного тогда романа «Герой конца века» (1896) и его продолжения «Современный Самозванец» (1898) стали записки известного международного авантюриста Н. Г. Савина, которые он подарил сопровождавшему его по Сибири конвойному офицеру, а от того они через третьи руки поступили в собственность газеты. В основу драмы «Жертва житейского моря» (1892) был положен рассказ московской гимназистки, погибшей в волнах этого «моря».
В 1891 году Гейнце опубликовал свой первый исторический роман «Малюта Скуратов». Создавая образ царского любимца Малюты Скуратова, Гейнце «старался отыскать человеческие черты, бесследно исчезнувшие за тёмными красками, наложенными на него народными преданиями и историею, и объяснить его выходящие из ряда вон, даже в то суровое время, зверства угрызениями совести, неудовлетворенным честолюбием и обособленным, бесповоротным положением в семье и государстве».
Следующий свой роман, «Аракчеев» (1893), он посвящает «Малюте Скуратову» царствования Александра I.
Один за другим выходят огромными тиражами следующие его романы: «Князь Тавриды» (1895) — о Потёмкине, «Коронованный рыцарь» (1895) — о Павле I, «Генералиссимус Суворов» (1896), «Первый русский самодержец» — об объединителе земли Русской Иване III, той же эпохе посвящены романы «Судные дни Великого Новгорода» (1897) и «Новгородская вольница» (1895) — о присоединении Новгорода к Москве; роман «Ермак Тимофеевич» (1900) возвращал к событиям царствования Ивана Грозного. Историческими их можно назвать с большой натяжкой, условно, — из-за имён героев и исторических дат. Как историк Гейнце всегда прибегал к компиляции, как романист — наполнял романы безудержным вымыслом, не имеющим ничего общего с исторической правдой, «кисть художника» в его произведениях «отсутствовала» (по собственному признанию). Гейнце неоднократно уличался в плагиате из исторических романов предшественников, как писавших в 1830—1840-х годах, так и популярных современников.

- Шумский вошел в приемную и как бы вступил в должность. Постоянно входя и выходя из одной комнаты в другую, он докладывал Аракчееву с порога имена тех лиц, которые не были лично известны временщику. К некоторым граф Аракчеев поднимался, и обойдя стол, стоял и тихо, вяло разговаривал, но больше выслушивал, изредка прибавляя сухо и отрывисто: ― Слушаюсь. Постараюсь.

— Е. А. Салиас. Аракчеевский сынок (1888)

- Прием начался. Клейнмихель, постоянно входя и выходя из одной комнаты в другую, докладывал графу с порога имена тех лиц, которые не были лично известны Алексею Андреевичу. К некоторым из входивших граф Аракчеев поднимался и, обойдя стол, стоял и тихо разговаривал с ними. Некоторых отводил к стоявшим вдоль стены стульям, просил сесть, присаживался сам и разговаривал менее сухо. Но большинство он выслушивал сидя за столом, изредка прибавляя порой резко и отрывисто, а порой таким сердечным тоном, который далеко не гармонировал с его угрюмой фигурой: ― Слушаю-с! Постараюсь! Готов служить!

— Н. Э. Гейнце. Аракчеев (1893)
Издал более сорока романов и повестей, вышедших только отдельными изданиями.
В 1899—1913 годах был сотрудником «Петербургской газеты»; в качестве военного корреспондента участвовал в русско-японской войне — издал книгу очерков «В действующей армии» (1904, 1907). Кроме того, в эти последние тринадцать лет работы в «Петербургской газете» им было написано семь книг прозы.
Гейнце написал также несколько пьес, вызвавших нападки критики, но имевших успех у зрителя. Критики недоумевали, за что же любят произведения Гейнце, рассматривали его творчество как «умственную пищу для неискушенного читателя», вероятно, недооценивая масштабы возросшего с уровнем грамотности спроса на лёгкое чтение.
Скончался Н. Э. Гейнце в Киеве 24 мая (6 июня) 1913 года; был похоронен в Петербурге.

## Публикации
- Петербург и Сибирь: Очерки и рассказы из жизни сев. столицы и страны изгнания / Н. Э. Гейнце. — Санкт-Петербург: М. И. Троянский, 1891. — [4], 249, [2] с.
- Жертвы житейского моря: Драма в 5 д. / [Н. Э. Гейнце]. — Санкт-Петербург: тип. В. В. Комаров, 1892. — 56 с.
- Современная спартанка: (Монолог). — Санкт-Петербург: тип. В. В. Комарова, ценз. 1894. — 8 с.
- Князь Тавриды: Ист. роман в 3 ч.: С портр. Г. А. Потёмкина. — Санкт-Петербург: тип. В. В. Комарова, 1895. — 810, III с.
- Новгородская вольница: Ист. роман из времён Иоанна III: В 2 ч. / Н. Э. — Санкт-Петербург: кн. скл. «Родины», 1895. — 228 с.
- Власть женщины: Повесть [и др. рассказы]. — Санкт-Петербург: тип. В. В. Комарова, 1896. — 248 с.
- Герой конца века: Роман-хроника в 3 ч./ Н. Э. Гейнце. — Санкт-Петербург: тип. В. В. Комарова, 1896. — [2], II, [2], 978, IV с.
- Первый русский самодержец: Ист. роман в 2 ч. / Н. Э. Гейнце. — Санкт-Петербург: тип. В. В. Комарова, 1897. — [2], IV, 378, III с.
- Судные дни Великого Новгорода; Сцена и жизнь; Сценки, очерки, типы: Ист. повесть: Повесть: [Мелкие рассказы]. — Санкт-Петербург: тип. В. В. Комарова, 1897. — 410, II с.
- На пути в министры: Роман конца века: В 3 ч.: С портр. авт. — Санкт-Петербург: тип. В. В. Комарова, 1898. — [4], IV, 1062 с.
- В царстве привидений: Роман в 3 ч. — Санкт-Петербург: типо-лит. В. В. Комарова, 1899. — [2], 393 с.
- Ермак Тимофеевич: Ист. роман в 2 ч. / Н. Э. Гейнце. — Санкт-Петербург: тип. В. В. Комарова, 1900. — [2], 554, III с.
- Женщина-демон: Роман из петерб. жизни и др. рассказы / Н. Э. Гейнце. — Санкт-Петербург: тип. Спб. т-ва печ. и изд. дела «Труд», 1902. — [2], 270 с.
- В каменных объятьях: Роман в 3 ч. — Санкт-Петербург: типо-лит. «Энергия», 1903. — [2], 374, [2] с.
- Современный Дон-Жуан: Драма в 3 д. / [Соч.] Н. Э. Гейнце. — Санкт-Петербург: журн. «Театр и искусство», 1903. — 153 с.
- В действующей армии: Письма военного корреспондента. — Санкт-Петербург: типо-лит. «Энергия», 1904. — [2], III, [3], 292, II с.
- В тине адвокатуры: Роман конца 19 в. — Москва: А. А. Петрович, 1911. — 534 с.
- Дочь Великого Петра: Исторический роман. — Спб.: Изд. А. А. Каспари, 1913.
- «По пятачку»
- «До лясу»
- «Драма в тайге»
- «В царстве привидений»
- «Новгородская вольница»
- «В конце века»
- «Месть дивы»
- «Судные дни Великого Новгорода»
- «Малюта Скуратов»
- «Людоедка (История в преступлениях)»
- «Генералиссимус Суворов»
- «Князь Тавриды» — С-Пб, 1895;
- «Коронованный рыцарь»
- «Аракчеев»
- «Тайна Высокого дома»
- «Тайна любви»
- «Женский яд»
- «Герой конца века»
- «Самозванец»
- «Ополченский крест»
- «На пути в министры»
- «Кровавый Шквал»: роман-хроника в трех частях. Часть первая: «Бомбисты». Часть вторая: «На баррикадах». Часть третья: «В гнезде экспроприаторов».

Гейнце Н. Э. Сочинения. С предисловием. Т. 1—8. — Спб.: В. В. Комаров, 1898—1899 гг.:
- Т. 1. Аракчеев, 1898. — XV, 625 с., 1 л. портр.
- Т. 2. Князь Тавриды. — Людоедка. — Власть женщины,1898. — 815 с.
- Т. 3. Коронованный рыцарь.— Малюта Скуратов. — Тайна высокого дома, 1898. — 875 с.
- Т. 4. В тине адвокатуры. — Генералиссимус Суворов, 1898. — 4, 917 с.
- Т. 5. Дочь Петра Великого. — Сцена и жизнь. — Сибирские рассказы, 1899. — 683 с.
- Т. 6. Герой конца века. — Первый русский самодержец, 1899. — 671 с.
- Т. 7. Современный самозванец. — Женский ад. — Жертвы житейского моря. — Сценки, очерки и типы, 1899. — 759 с.
- Т. 8. Под гнётом страсти. — Тайна любви. — Судные дни Новгорода [и др.], 1899. — 727 с.